# Līvāni kommun
Līvāni kommun (lettiska: Līvānu Novads) är en kommun i Lettland. Den ligger i den sydöstra delen av landet, 150 km öster om huvudstaden Riga. Antalet invånare är 14 292. Arean är 625 kvadratkilometer.
Terrängen i Līvānu novads är mycket platt.
Följande samhällen finns i Līvānu novads:
- Līvāni